# Tomondo
Die Tomondo war ein Heckraddampfer des kaiserlichen Gouvernements von Deutsch-Ostafrika, der als Raddampfschlepper eingesetzt wurde.

## Geschichte
Das Schiff wurde 1908 mit der Baunummer 232 auf der Meyer-Werft in Papenburg für den Einsatz auf dem Rufiji in Deutsch-Ostafrika gebaut. Finanziert wurde der Bau des Schiffes aus Mitteln des Kommunalverbandes Mohoro. Es wurde in Einzelteilen mit einem Schiff der DOAL in die Kolonie befördert und dort wieder zusammengesetzt.

### Einsatz
Als flachgehendes Schiff konnte die Tomondo über das Delta des Rufiji hinaus den Fluss aufwärtsfahren. Die Tomondo fuhr ab November 1908 Dörfer und Plantagen am Unterlauf an. Zweimal pro Monat pendelte sie zwischen Salale im Rufiji-Delta und Utete. Sie stellt damit die Anbindung des Küstenverkehrs mit dem näheren Hinterland her. Auf der Fahrt landeinwärts wurden unter anderem Maschinenteile befördert. Auf der Rückfahrt zur Mündung transportierte sie teilweise Baumwolle. Die geringe Fahrwassertiefe beschränkte dabei die Ladefähigkeit der Tomondo, sodass man zwei Stahlleichter längsseits neben dem Schiff herschleppte, die zusätzliche Ladung beförderten (jeweils 15 Tons mit 80–100 Personen Beförderungskapazität). Die Leichter hatten eine Länge von 20 Metern, eine Breite von 4,5 Metern und – bei maximaler Ladung – einen Tiefgang von 0,275 Metern. Der Schiffsführer war berechtigt, weitere kleine Boote (Einbäume) gegen Gebühr in Schlepp zu nehmen.
Die Tomondo selbst war zum Schleppen bestimmt und konnte nur wenige Personen oder Lasten aufnehmen. Der Schiffskörper bestand aus sechs wasserdichten Abteilungen. Die Höchstgeschwindigkeit des Heckraddampfers betrug 8 kn. Mit dem Strom und zwei voll beladenen Leichtern konnte er 5,29 kn erreichen und gegen den Strom 2,45 kn. Die Besatzung bestand aus einem europäischen Maschinisten und afrikanischem Personal.
Nach Ausbruch des Ersten Weltkrieges im August 1914 wurde die Tomondo ab September 1914 zur Versorgung des im Rufiji liegenden Kreuzers Königsberg genutzt.

### Verbleib
Am 9. Oktober 1916 wurde die Tomondo im Rufiji selbstversenkt, um nicht in die Hände der in die Kolonie vorrückenden britischen Truppen zu fallen. Im August 1923 wurde das Wrack vom Tanganyika Territory Government zum Abbruch angeboten. 1929 wurde die Tomondo von einem afrikanischen Werftunternehmen erworben und wieder fahrtüchtig gemacht. Der Rufiji war aber inzwischen so stark verlandet, dass er selbst für flachgehende Schiffe zu seicht war. Über das Endschicksal des Schiffes ist nichts Genaues bekannt.